# Raccordo portuale di Salerno
Il raccordo portuale di Salerno è stato un raccordo ferroviario, attivo tra il 1925 e il 2006, che ha collegato il porto di Salerno con la Napoli-Battipaglia. Da dicembre 2005 la linea è stata interdetta al traffico a causa di un incidente, per poi essere dismessa ufficialmente nel 2007.
Al 2024 l'infrastruttura è in corso di smantellamento.
In servizio veniva svolto un traffico di tradotte merci di circa due al giorno.

## Storia
La stazione di Salerno venne collegata alla linea da Napoli nel 1866 e già si auspicava un possibile collegamento con il porto cittadino, per consentire alle merci di essere trasportate più velocemente e senza trasbordi alla stazione.
Fu chiuso nel 2005 a causa di un incidente in cui morì una signora. La maggior parte dei binari sono stati smantellati mentre i binari rimanenti sul lungomare Trieste saranno smantellati per allargare la pista ciclabile.

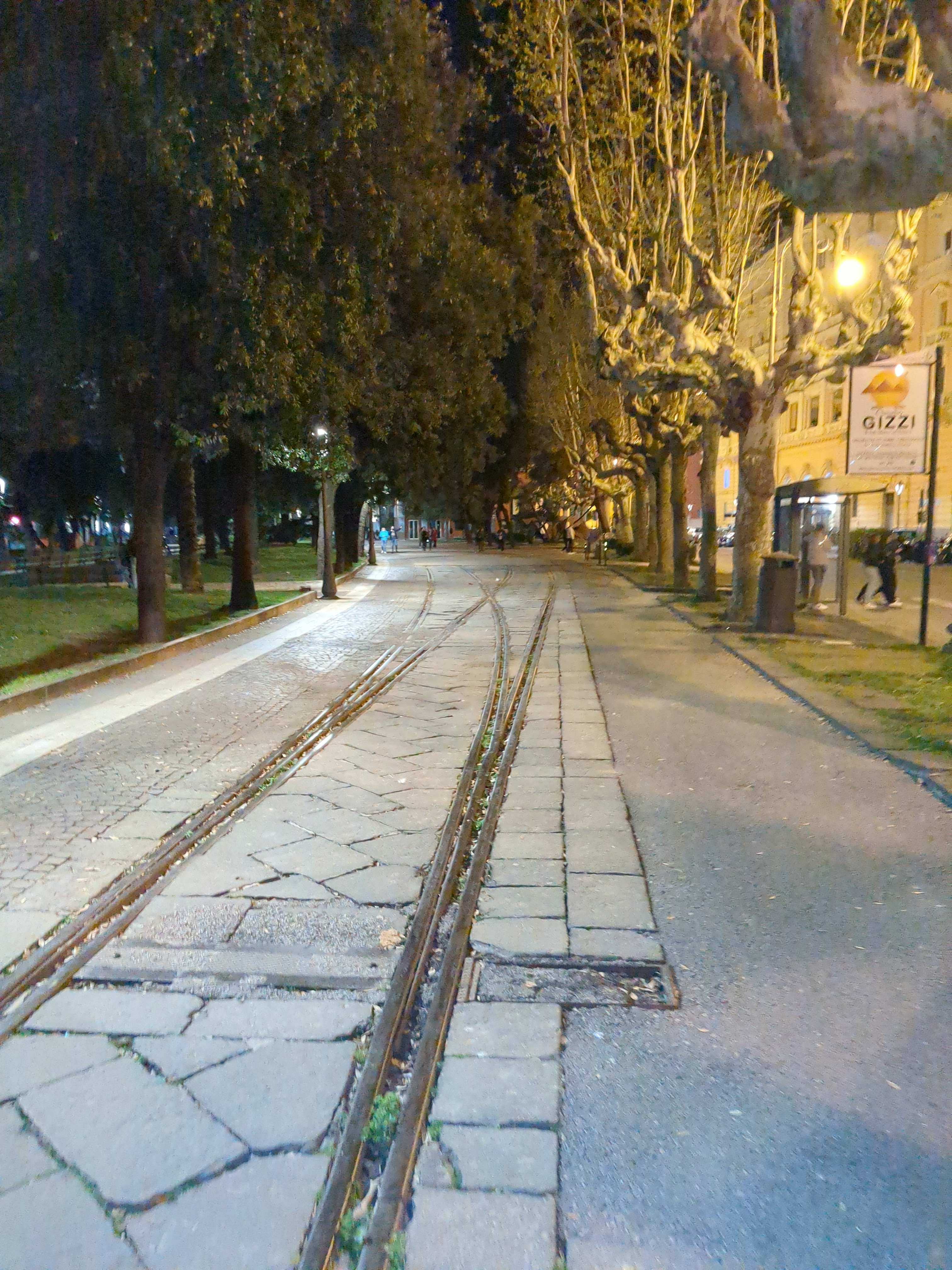
Binari del raccordo sul lungomare Trieste

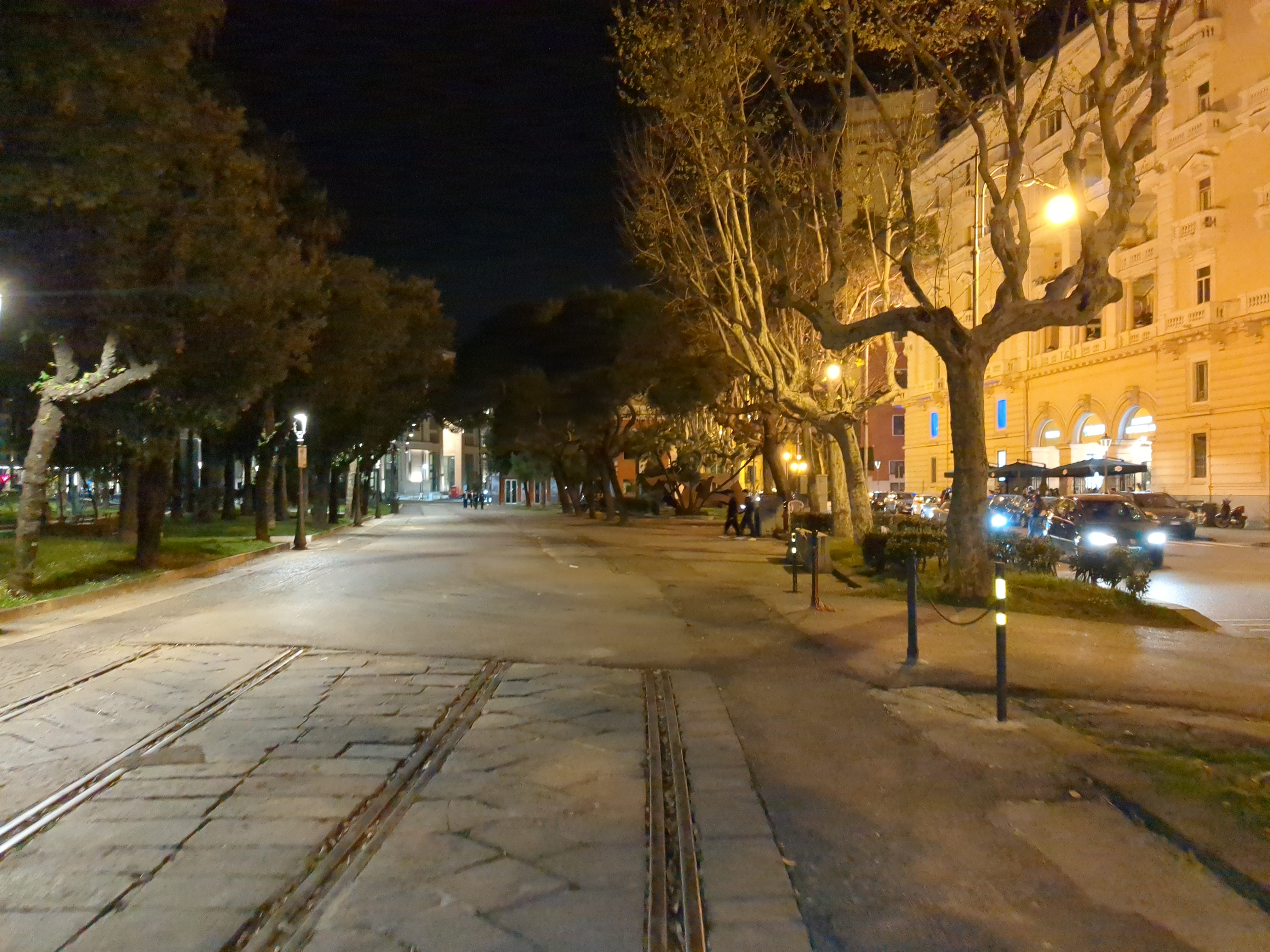
Binari del raccordo, il tratto su via Alfonso Alvarez è stato ricoperto dall'asfalto

## Caratteristiche

### Percorso
| Unknown route-map component "exENDEa" | Unknown route-map component "exENDEa" |

| Unknown route-map component "exTRAJEKT" | Unknown route-map component "exTRAJEKT" |

| Unknown route-map component "exABZg+l" | Unknown route-map component "exSTRr" |

| Unknown route-map component "exSTR+GRZq" | Unknown route-map component "exENDEa" |

| Unknown route-map component "exABZg+l" | Unknown route-map component "exSTRr" |

| Unknown route-map component "exSTRo" |

| Unknown route-map component "exSTRo" |

| Unknown route-map component "exWBRÜCKE1" |

| Unknown route-map component "exhSKRZ-G4" |

| Unknown route-map component "xABZg+l" | Unknown route-map component "CONTfq" |

| Unknown route-map component "CONTf@F" |

Il raccordo divergeva dal tracciato della Napoli-Battipaglia poco prima della stazione di Salerno, nelle immediate vicinanze del Forte La Carnale. Da li proseguiva immediatamente verso il litorale, superando i dislivelli dell'infrastruttura urbana prima attraverso un ponte ferroviario su via Torrione e poi un terrapieno lungo via Alfonso Carrella. Giunto sul Lungomare Tafuri il binario si univa al marciapiede lato terra, proseguendo in direzione del porto fino a Piazza Concordia dove, attraversando trasversalmente la carreggiata, si portava dal lato del mare, su quello che attualmente è il viale più esterno del Lungomare Trieste. Il binario proseguiva poi su via Alfonso Alvarez, lungo la quale raddoppiava e successivamente si diramava un tronchino, prima di entrare nell'area portuale. Nel porto il binario giungeva rapidamente al molo, sdoppiandosi in corrispondenza di un raccordo: da una parte andava affiancando il molo Manfredi raddoppiando; dall'altra andava invece snodandosi tra gli edifici, raggiungendo una stradina parallela a via Porto dalla quale accedeva alla zona commerciale, dove raddoppiava e poi affiancava il molo Tre Gennaio.